# Woman Is the Nigger of the World
Woman Is the Nigger of the World (englisch sinngemäß für „Frauen werden weltweit schlecht behandelt“) ist ein Lied von John Lennon und Yoko Ono aus dem Jahr 1972, das von Lennon in Kooperation mit Yoko Ono und Phil Spector produziert wurde. Es erschien am 24. April 1972 als Vorabsingle-Auskopplung des Albums Some Time in New York City. Auf der B-Seite befand sich das von Yoko Ono komponierte und gesungene Stück Sisters, O Sisters.

## Hintergrund

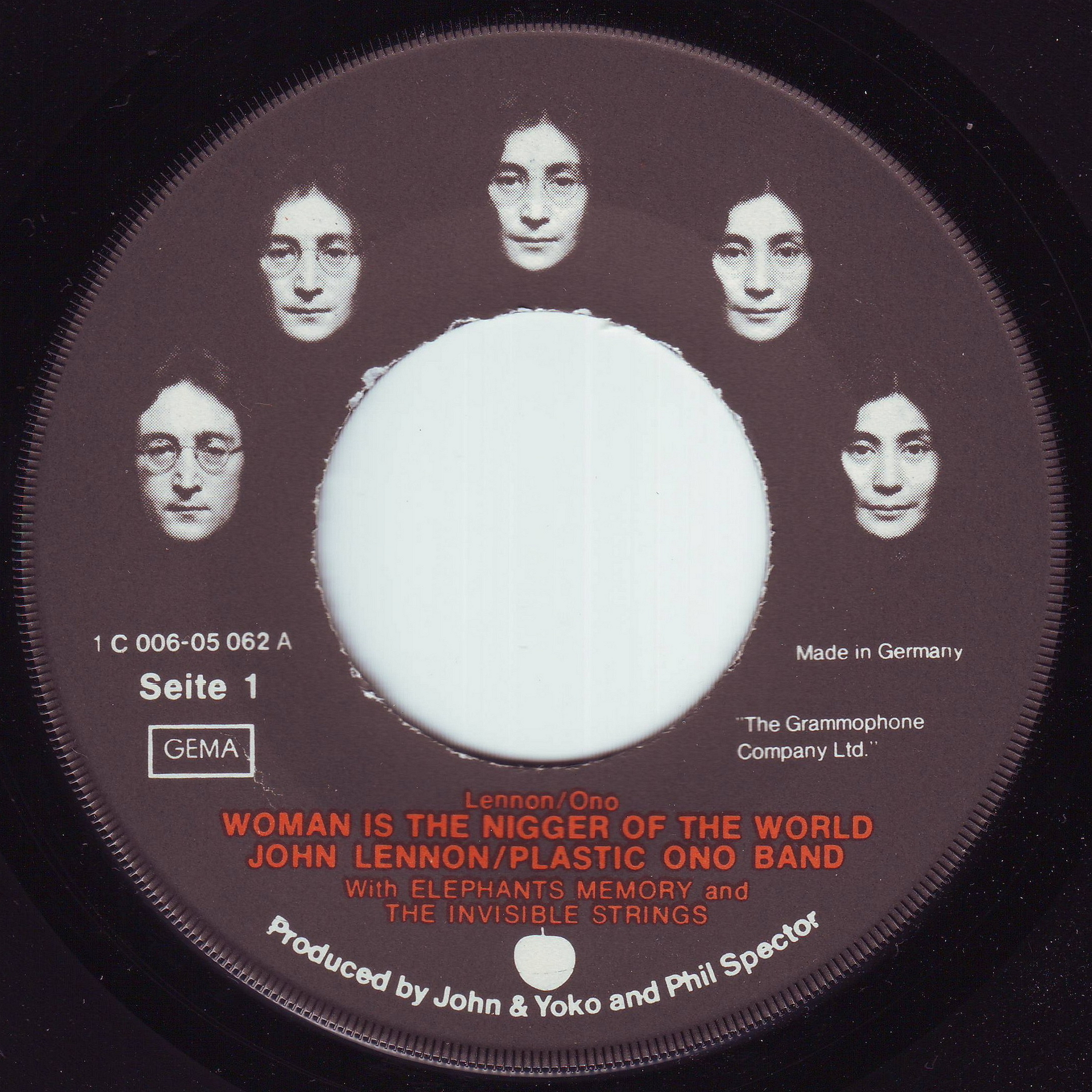
Label der Single „Woman Is the Nigger of the World“

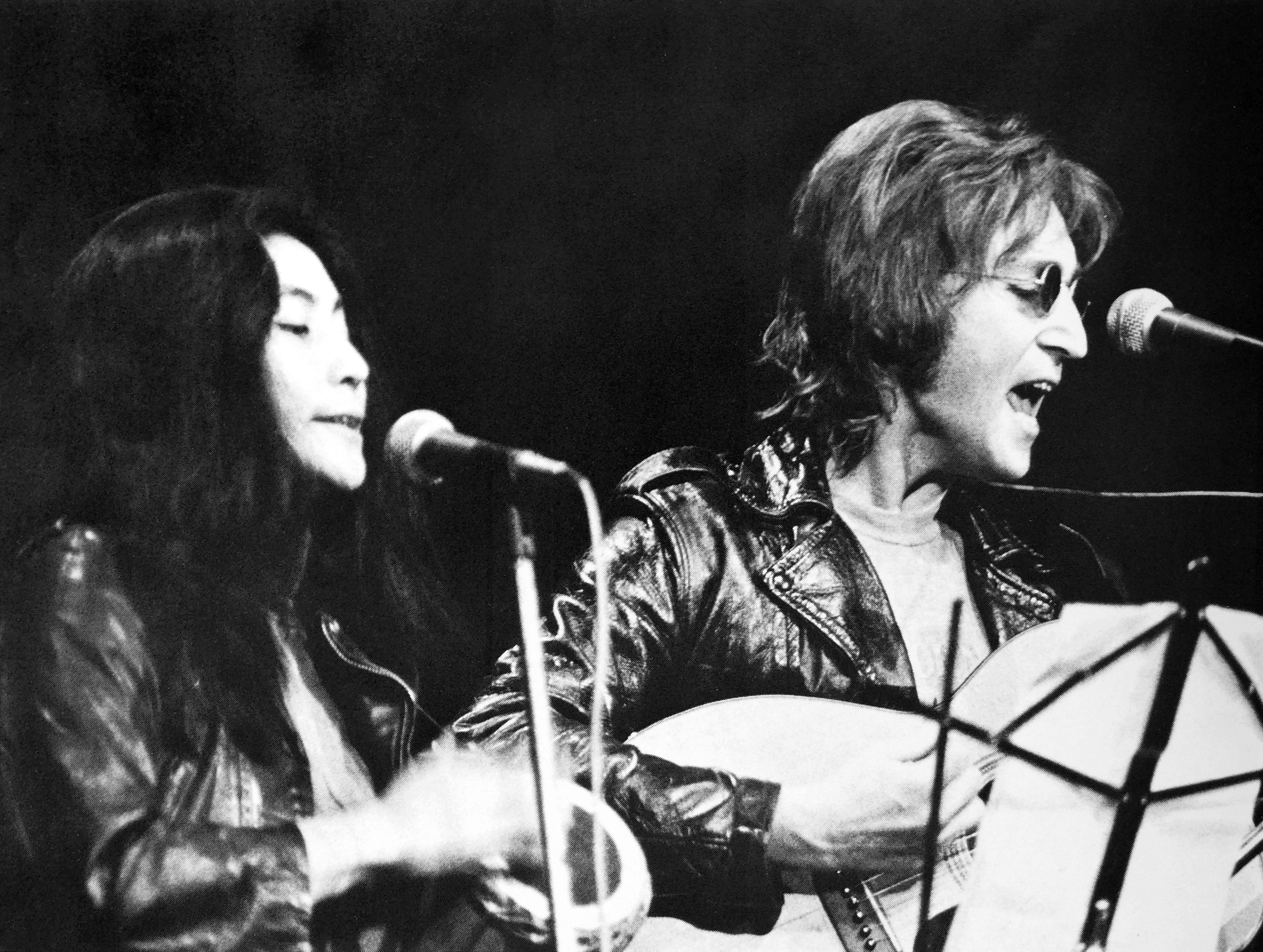
Yoko Ono und John Lennon am 10. Dezember 1971 in der University of Michigan

Der Titel des Liedes geht auf ein Interview mit Yoko Ono aus dem Jahr 1968 zurück, das sie dem britischen Frauenmagazin Nova gab und im März 1969 auf der Titelseite veröffentlicht wurde. Ono erklärte später, dass es von der Londoner Musikszene inspiriert wurde: „Als ich nach London ging und mit John zusammenkam, war das die größte Macho-Szene, die man sich vorstellen kann. Das war der Moment, in dem ich die Aussage machte: Woman Is the Nigger of the World.“
John Lennon sagte 1971 gegenüber dem Red Mole Magazin: „Natürlich war Yoko schon weit in der (Frauen) Befreiung, bevor ich sie kennenlernte. Sie hatte sich ihren Weg durch eine Männerwelt erkämpfen müssen – die Kunstwelt wird komplett von Männern dominiert – und war daher voller revolutionärem Eifer, als wir uns trafen. Es gab nie eine Frage: Wir mussten eine 50:50-Beziehung haben oder es gab keine Beziehung, das habe ich schnell gelernt. Vor mehr als zwei Jahren schrieb sie einen Artikel über Frauen in Nova, in dem sie sagte: Woman Is the Nigger of the World.“
Lennon nutzte diese provokante These Onos um seine zunehmend feministischen Ansichten der Öffentlichkeit zu präsentieren. Sein Text handelt von der Unterdrückung der Frau in einer männlich dominierten Gesellschaft. Nach Lennons Angaben hat ihn der irische Revolutionär James Connolly und dessen Aussage „der weibliche Arbeiter ist der Sklave des Sklaven“ inspiriert.
Lennon nahm ein erstes Demo des Liedes im Sommer 1969 auf, kurz nach der Veröffentlichung von Onos Interview in Nova. Eine weitere Heimdemoaufnahme wurde gegen Ende des Jahres 1971 aufgenommen. Es war einer von mehreren politischen Songs, an denen Lennon zu dieser Zeit arbeitete, diese Aufnahme wurde später auf dem John Lennon Anthology- Boxset und dem Acoustic Album veröffentlicht. Bevor Lennon den Song aufnahm, fragte er mehrere Bürgerrechtler, ob sie seine Verwendung des Wortes „Nigger“ verstanden hätten und ob es Anstoß erregen würde.
Zwischen dem 14. und 28. Januar 1972 moderierten John Lennon und Yoko Ono gemeinsam die Mike Douglas Show in den USA, ihre Auftritte wurden vom 14. bis 18. Februar ausgestrahlt. Ihre Begleitgruppe in der Show und auf dem Album war die New Yorker Gruppe Elephant's Memory, die zuvor auf dem Soundtrack von Midnight Cowboy spielten. Eines der Lieder, das in der Show gespielt wurde, war Woman Is the Nigger of the World. Im Februar/März 1972 nahm Lennon das Stück gemeinsam mit der Elephant’s Memory auf, deren Saxophonist Stan Bronstein die Aufnahme mitprägte. Am 5. Mai trat die Plastic Ono Elephant's Memory Band in der Dick Cavett Show im US-Fernsehen auf. Sie spielten Woman Is the Nigger of the World und einen weiteren Song vom Album Some Time in New York City. Cavett wurde vom Fernsehsender ABC angewiesen, sich vor der Aufführung von Woman Is the Nigger of the World zu entschuldigen, falls das Lied Anstoß erregen würde. Die Sendung wurde am 11. Mai 1972 ausgestrahlt.
Woman Is the Nigger of the World blieb die einzige Single, die aus dem Album ausgekoppelt wurde. Weder das Album noch die Single waren kommerziell erfolgreich. Ein wichtiger Faktor für die schlechte Platzierung in den US-Charts war die Weigerung der Radiosender, das Lied zu spielen, da das Wort Nigger in dem Text enthalten ist. Darüber hinaus mochte Apples US-Promotion-Manager Pete Bennett den Song nicht und weigerte sich, ihn zu promoten. Bennett sagte dazu: „Ich sagte ihm (Lennon), dass ich nicht dafür werben würde. Also sagt John zu mir: 'Nun, du bist unser Promotionsmann, du musst auf uns hören, wir bezahlen dich... Ich bin der Präsident von Apple. „Ich sagte: 'John, es ist mir egal, was die Geschichte ist, ich will die Platte nicht – ich werde sie nicht promoten. Wenn es mir nicht gefällt, werde ich es nicht bewerben.“ Also sagt John: 'Ich sag dir was, ich werde es promoten, und wenn ich diese Platte zur Nummer eins mache, bedeutet das, dass du nicht die Nummer eins unter den Promo-Leuten in der Branche bist.' Ich sagte: 'John, du hast einen Deal... aber wenn die Platte nicht [in den Charts] landet, will ich, dass du meinen Hintern küsst und mein Gehalt und meine Spesen verdoppelst. „Also sagt er: 'Du hast einen Deal... aber ich werde es zur Nummer eins machen.“ Ohne dass John es wusste, schaute ich mir alle Radiosender an und sie sagten, dass sie es nicht spielen würden. Also rief John alle Sender selbst an und versuchte, einen Promo-Job zu machen.... alle Top-Sender wollten es nicht spielen. Apple verschickte 30.000 Promtionsätze und etwa 15.000 kamen zurück.“
Woman Is the Nigger of the World wurde bei den One to One Konzerten am 30. August 1972 im Madison Square Garden in New York City aufgeführt. Der Nachmittagsauftritt wurde 1986 auf dem Album Live in New York City aufgenommen, und die Abendversion wurde 1998 auf der John Lennon Anthology-Boxset veröffentlicht.
John Lennon bezeichnete 1980 das Lied als „ersten Song der Frauenbewegung“.

## Erfolge
Woman Is the Nigger of the World erreichte Platz 57 in den US-amerikanischen Charts. Das ist die schlechteste Platzierung in den USA einer John Lennon Single zu seinen Lebzeiten.

## Aufnahme
Die Aufnahmesessions für Woman Is the Nigger of the World fanden zwischen 13. Februar und 8. März 1972 in dem Studio Record Plant-East in New York statt, wobei Phil Spector, John Lennon und Yoko Ono als Produzenten fungierten. Roy Cicala und Danny Turbeville waren die Toningenieure der Aufnahme.
Besetzung:
- John Lennon: Gesang, Gitarre
- Jim Keltner: Schlagzeug

Elephant’s Memory:
- Stan Bronstein: Saxofon
- Wayne ‚Tex‘ Gabriel: E-Gitarre
- Richard Frank Jr.: Schlagzeug, Perkussion
- Adam Ippolito: Klavier, Orgel
- Gary Van Scyoc: Bass

## Coverversionen
Es gibt keine bekannten Coverversionen von Woman Is the Nigger of the World.

## Veröffentlichung
- Als Single wurde in den USA[7] und Deutschland[8] vorab am 24. April 1972 Woman Is the Nigger of the World / Sister O Sister aus dem Album ausgekoppelt. Eine Veröffentlichung in Großbritannien sollte am 12. Mai 1972 erfolgen, dieses wurde aber nicht realisiert.[9]
- Am 12. Juni 1972 erschien in den USA (Großbritannien: 15. September 1972) das Album Some Time in New York City auf dem sich Woman Is the Nigger of the World befindet.
- Am 4. April 1977 wurde in den USA die Single Stand By Me / Woman Is the Nigger of the World erneut veröffentlicht.[10]
- Am 24. Januar 1986 erschien das Livealbum Live in New York City auf dem sich Woman Is the Nigger of the World befindet.
- Eine weitere Liveversion und ein kurzes Homedemo erschien am 2. November 1998 auf John Lennon Anthology.
- Im November 2005 wurde das Album Some Time in New York City als Einzel-CD in einer remasterten und neu abgemischten Version wiederveröffentlicht. Die Neuabmischung erfolgte im Jahr 2005 in den Abbey Road Studios unter der Aufsicht von Yoko Ono. Der Remix-Ingenieur war Peter Cobbin.
- Woman Is the Nigger of the World befindet sich auf folgenden John Lennon-Kompilationsalben: Shaved Fish (Gekürzte Version), Lennon, Instant Karma: All-Time Greatest Hits, Working Class Hero: The Definitive Lennon, Gimme Some Truth, Signature Box.